# Quartetto per archi n. 6 (Bartók)
Il Quartetto n. 6 di Béla Bartók, composto negli anni '30, è l'ultimo dei 6 quartetti per archi scritti dal compositore ungherese nell'arco di un periodo di 30 anni.
La composizione del pezzo avvenne in un periodo molto tumultuoso della vita del compositore, prima della sua morte avvenuta nel 1945. Con lo scoppio della seconda guerra mondiale e la malattia di sua madre, Bartók tornò a Budapest, dove il quartetto fu terminato a novembre. Dopo la morte di sua madre, Bartók decise di partire con la sua famiglia per gli Stati Uniti. Inoltre, iniziò ad avvertire dolore alla spalla destra, che si è ipotizzato fossero i primi segni del disturbo del sangue che alla fine gli avrebbe tolto la vita.  A causa della guerra, la comunicazione tra Bartók e Székely era difficile e il quartetto non fu presentato in anteprima fino al 20 gennaio 1941, quando il Kolisch Quartet , a cui è dedicato il lavoro, diede la sua prima esecuzione al Town Hall di New York City . Il quartetto rappresenta un allontanamento dai suoi due quartetti precedenti, con uno schema in quattro movimenti anziché i cinque movimenti dei due precedenti.  Ogni movimento del brano inizia con un'introduzione lenta, che contribuisce al tono nostalgico del brano.